# Mezőcsát
Mezőcsát – miasto w północno-wschodnich Węgrzech, w Komitacie Borsod-Abaúj-Zemplén, siedziba władz powiatu Mezőcsát.

## Historia
Obszar był zamieszkiwany już w starożytności. W roku 1067 założono tutaj klasztor. W tamtych czasach wioska nazywała się Csát i była podzielona na dwie części: Lakcsát, gdzie mieszkali chłopi pańszczyźniani oraz Szabadcsát, który należał do pozostałych mieszkańców.
Podczas inwazji Mongołów na Węgry, miasto zostało zniszczone. Szybki rozwój miejscowości przypada na drugą połowę XIX wieku, kiedy wybudowano tu linię kolejową, ze stacją Mezőcsát. Podczas I wojny światowej Mezőcsát stracił 176 mieszkańców. W czasie II wojny światowej wywieziono stąd Żydów. 7 listopada 1944 wioskę zajęła Armia Czerwona. 

## Współczesność
Przez następne dekady XX wieku Mezőcsát rozwijał się, mimo iż jako centrum regionu zostało wybudowane nowe miasto Tiszaújváros. 1 stycznia 1991 miejscowość otrzymała prawa miejskie.